# Rake (Kostel, Slovenija)
Rake je naselje u slovenskoj Općini Kostelu. Rake se nalazi u pokrajini Dolenjskoj i statističkoj regiji Jugoistočnoj Sloveniji. 

## Stanovništvo
Prema popisu stanovništva iz 2002. godine naselje je imalo 0 stanovnika.